# Klaus Alakoski
Klaus Jalmari Alakoski (Helsinki, 17 agosto 1921 – Järvenpää, 24 settembre 1988) è stato un militare e aviatore finlandese, asso dell'aviazione da caccia nel corso della seconda guerra mondiale abbattendo individualmente 26 aerei nemici  nel corso di 239 missioni.

## Biografia

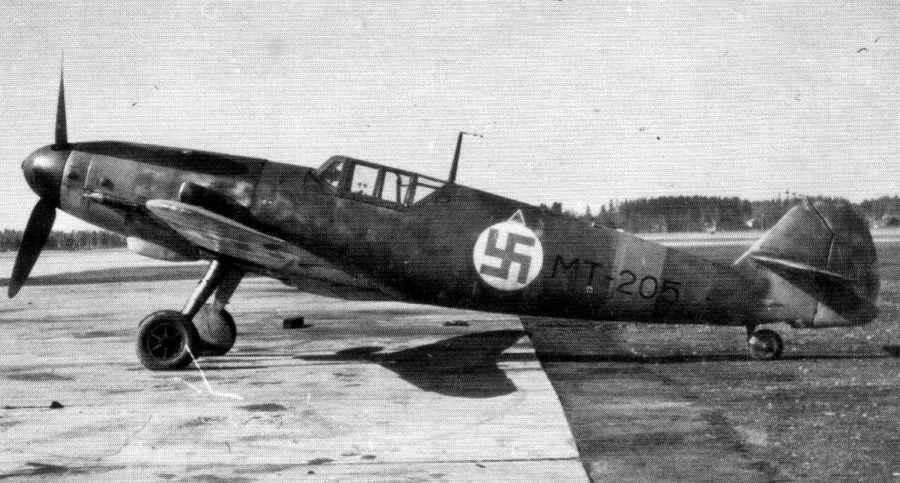
Un caccia Messerschmitt Bf 109G-2 dell'aviazione finlandese.

Nacque a Helsinki il 17 agosto 1921. Arruolato nella Suomen ilmavoimat, il 1º marzo 1941 venne assegnato al LeLv 32. Il 6 luglio 1941 fu trasferito al 2.LeLv 26, equipaggiato con i caccia Fiat G.50 Freccia, venendo promosso caporale il 13 luglio, a guerra di continuazione con l'Unione Sovietica già iniziata. Conseguì la sua prima vittoria aerea il 13 agosto, quando abbatté un caccia Polikarpov I-153. Promosso sergente il 15 dicembre, fu trasferito al LeLv 30 il 14 giugno 1942, per ritornare al LeLv 26 il 7 novembre. Con il riequipaggiamento del suo reparto con i nuovi caccia Messerschmitt Bf 109 iniziò a conseguire vittorie, abbattendo 2 caccia Polikarpov I-153, 4 caccia Lavochkin LaGG-3 e 2 Lavochkin La-5, venendo promosso sergente maggiore il 20 luglio 1943. Il 16 novembre fu assegnato al 3.LeLv 34, sempre dotato dei Bf 109G-2, conseguendo le sue prime due vittorie preso il nuovo reparto il 17 maggio 1944, quando distrusse un cacciabombardiere Petlyakov Pe-2 e un caccia Yakovlev Yak-9. Distrusse anche ulteriori 5 cacciabombardieri Ilyushin Il-2 e 2 Petlyakov Pe-2, 4 caccia Bell P-39 Airacobra, uno Yakovlev Yak-9, e 3 bombardieri Ilyushin DB-3F. Fu congedato l'11 novembre 1944. Dopo la fine della guerra andò a lavorare come caposquadra di laboratorio presso l'impianto di produzione Suomen Kumitehdas Osakeyhtiö di Savio, un quartiere di Helsinki. Si spense a Järvenpää il 24 settembre 1988.

### Annotazioni
1. ↑  Uno dei quali con un caccia Fiat G.50 ad Aunus nell'agosto 1941 e il resto con caccia Messerschmitt Bf 109G tra il maggio 1943 e il luglio 1944 nel Golfo di Finlandia e l'istmo della Carelia.

### Fonti
1. 1 2 3 4 5 6 7 8  Ciel de Gloire.
2. 1 2  Porsimo.
3. ↑  Sotapolku.